# Шарунас Јасикевичијус
Шарунас Јасикевичијус (литв. Šarūnas Jasikevičius; Каунас, 5. март 1976) јесте литвански кошаркашки тренер и бивши кошаркаш. Тренутно је тренер Фенербахчеа. Током играчке каријере наступао је на позицији плејмејкера.

## Каријера

### Клупска каријера
Играо је колеџ кошарку у САД на универзитету Мериленд од 1994. до 1998. Како није изабран на НБА драфту 1998. године одлучио се на повратак у домовину где је потписао за Лијетвос ритас а касније је прешао у редове љубљанске Олимпије. Од 2000. до 2003. играо је за шпанску Барселону и с њом је освојио Евролигу 2003. године. У јесен 2003. одлази у израелски Макаби с којим два пута заредом осваја титулу Евролиге. У својој последњој сезони у Макабију је проглашен за МВП-ја фајнал фора Евролиге.
Године 2005. потписао је 12 милиона долара вредан уговор са Индијана пејсерсима и ту је остао до јануара 2007. када је у великој размени играча послат у Голден Стејт вориорсе. У својој првој сезони у НБА у дресу Пејсерса имао је учинак од 7,3 поена уз 3,0 асистенција за 20,8 минута по мечу, док је следеће сезоне у дресу Пејсерса и Вориорса играо просечно 15,4 минута са учинком од 6,1 поена уз 2,7 асистенција по сусрету. У септембру 2007. раскинуо је уговор са Вориорсима а неколико дана касније потписао је двогодишњи уговор са Панатанаикосом вредан 7 милиона долара. У сезони 2008/09. са грчким тимом освојио је Евролигу победивши у финалу ЦСКА из Москве. Јасикевичијус је тако постао први играч у историји који је освојио три Евролиге са три различита тима. Са Панатанаикосом је такође освојио три титуле првака Грчке и три купа.
Године 2010. је потписао једногодишњи уговор са његовим првим тимом Лијетвос ритасом али је тамо остао само до јануара 2011. када је Фенербахче Улкер откупио његов уговор. У септембру 2011 потписује једногодишњи уговор са новим-старим тимом Панатанаикосом. У 36 години је поново освојио титулу Грчког купа и постао МВП тог финала водећи свој тим до победе над вечитим ривалом Олимпијакосом од 71:70. За сезону 2012/13. се вратио у свој бивши клуб Барселону. Сезону 2013/14. је провео у дресу Жалгириса. У јулу 2014. је објавио да завршава каријеру.

### Репрезентација
Са репрезентацијом Литваније освојио је бронзане медаље на Европском првенству 2007. и на Олимпијским играма 2000. На Европском првенству 2003. освојио је златну медаљу и био је проглашен за најбољег играча турнира.

## Играчки успеси

### Клупски
- Унион Олимпија:
  - Куп Словеније (1): 2000.

- Барселона:
  - Евролига (1): 2002/03.
  - АЦБ лига (2): 2000/01, 2002/03.
  - Куп Шпаније (3): 2001, 2003, 2013.

- Макаби Тел Авив:
  - Евролига (2): 2003/04, 2004/05.
  - Суперлига Израела (2): 2003/04, 2004/05.
  - Куп Израела (2): 2004, 2005.

- Панатинаикос:
  - Евролига (1): 2008/09.
  - Првенство Грчке (3): 2007/08, 2008/09, 2009/10.
  - Куп Грчке (3): 2008, 2009, 2012.

- Фенербахче Улкер:
  - Првенство Турске (1): 2010/11.
  - Куп Турске (1): 2011.

- Жалгирис:
  - Првенство Литваније (1): 2013/14.

### Репрезентативни
- Европско првенство до 18 година:
  -  1994.
- Летње олимпијске игре:
  -  2000.
- Европско првенство у кошарци:
  -  2003.
- Европско првенство у кошарци:
  -  2007.

### Појединачни
- Најкориснији играч Европског првенства у кошарци (1): 2003.
- Најкориснији играч фајнал фора Евролиге (1): 2004/05.
- 50 особа које су највише допринеле Евролиги у кошарци
- Идеални тим Евролиге у кошарци — деценија 2000—2010.
- Најкориснији играч финала АЦБ лиге (1): 2002/03.
- Идеални тим Евролиге — прва постава (2): 2003/04, 2004/05.
- Најкориснији играч финала Купа Грчке (1): 2012.
- Најбоља петорка Првенства Грчке (1): 2008/09.

## Тренерски успеси

### Клупски
- Жалгирис:
  - Првенство Литваније (5): 2015/16, 2016/17, 2017/18, 2018/19, 2019/20.
  - Куп краља Миндовга (3): 2017, 2018, 2020.

- Барселона:
  - Првенство Шпаније (2): 2020/21, 2022/23.
  - Куп Шпаније (2): 2021, 2022.

- Фенербахче:
  - Евролига (1): 2024/25.
  - Првенство Турске (2): 2023/24, 2024/25.
  - Куп Турске (2): 2024, 2025.

### Појединачни
- Тренер године Евролиге (1): 2024/25.